# Internazionali Femminili di Palermo 1990
Gli Internazionali Femminili di Palermo 1990 sono stati un torneo femminile di tennis giocato sulla terra rossa.
È la 3ª edizione degli Internazionali Femminili di Palermo, che fa parte della categoria Tier IV nell'ambito del WTA Tour 1990. Si è giocato a Palermo in Italia, dal 9 al 15 luglio 1990.

## Campionesse

### Singolare
Isabel Cueto ha battuto in finale  Barbara Paulus con il punteggio di 6–2, 6–3

### Doppio
Laura Garrone /  Karin Kschwendt hanno battuto in finale  Florencia Labat /  Barbara Romano con il punteggio di 6–2, 6–4